# Esperantista Brusela Grupo
L'Esperantista Brusela Grupo è il gruppo esperantista di Bruxelles, in Belgio. Esso è stato fondato nell'anno 1907. 
Assieme alla Flandra Esperanto-Ligo ("Lega Fiamminga dell'Esperanto"), la vallone Asocio por Esperanto ("Associazione per l'Esperanto"), la Belga Esperanto Fervojista Asocio ("Associazione Belga dei Ferrovieri Esperantisti") e i Verdaj Skoltoj ("Scout Verdi"), costituisce la Belga Esperanto-Federacio, sezione nazionale dell'UEA per il Belgio.